# 16-й всероссийский чемпионат по тяжёлой атлетике
16-й всероссийский чемпионат по тяжёлой атлетике прошёл 6 — 12 марта 1912 года в Санкт-Петербурге на арене Атлетического общества. В соревнованиях приняли участие семь спортсменов из трёх городов. Атлеты соревновались без разделения на весовые категории. Участники выступали в трёх тяжелоатлетических дисциплинах (жим, рывок и толчок), каждое из которых выполнялось левой, правой и обоими руками.
| Место | Участник                        | Жим (кг) | Жим (кг) | Жим (кг) | Рывок (кг) | Рывок (кг) | Рывок (кг) | Толчок (кг) | Толчок (кг) | Толчок (кг) |
| ----- | ------------------------------- | -------- | -------- | -------- | ---------- | ---------- | ---------- | ----------- | ----------- | ----------- |
| Место | Участник                        | левой    | правой   | двумя    | левой      | правой     | двумя      | левой       | правой      | двумя       |
| 1     | Иоганн Сирман Перново           | 66,5     | 90,0     | 94,2     | 61,5       | 66,5       | 94,2       | 81,9        | 90,0        | 114,7       |
| 2     | Михаил Пучков Петербург         | 73,7     | 81,9     | 85,9     | 59,8       | 65,0       | 85,9       | 73,7        | 81,9        | 106,4       |
| 3     | Аркадий Александрович Петербург | -        | 53,2     | 90,0     | 53,2       | 65,5       | 94,2       | 70,0        | 72,5        | 118,7       |